# Meilleurs marqueurs d'essais de National Rugby League
Pour un article plus général, voir National Rugby League.

Cet article liste les meilleurs marqueurs d'essais du championnat de rugby à XIII faisant office de première division en Australie , puis de la National Rugby League depuis sa création en 1998.

## Classement par saison
| Saison    | Joueur                                       | Club                                                 | Essais |
| --------- | -------------------------------------------- | ---------------------------------------------------- | ------ |
| 1945      | Charles Cahill                               | Newtown Jets                                         | 13     |
| 1946      | Jack Lindwall                                | St. George Dragons                                   | 16     |
| 1947      | Bobby Lulham                                 | Balmain Tigers                                       | 28     |
| 1948      | Norm Jacobson                                | Newtown Jets                                         | 27     |
| 1949      | Ron Roberts                                  | St. George Dragons                                   | 25     |
| 1950      | Jack Troy                                    | Newtown Jets                                         | 16     |
| 1951      | Johnny Graves                                | South Sydney Rabbitohs                               | 28     |
| 1952      | Peter O'Brien                                | North Sydney Bears                                   | 20     |
| 1953      | Ian Moir                                     | South Sydney Rabbitohs                               | 23     |
| 1954      | Ray Preston                                  | Newtown Jets                                         | 34     |
| 1955      | Brian Allsop Ian Moir                        | St. George Dragons South Sydney Rabbitohs            | 18     |
| 1956      | Tommy Ryan                                   | St. George Dragons                                   | 19     |
| 1957      | Tommy Ryan                                   | St. George Dragons                                   | 26     |
| 1958      | Eddie Lumsden                                | St. George Dragons                                   | 18     |
| 1959      | Ken Irvine                                   | North Sydney Bears                                   | 19     |
| 1960      | Reg Gasnier                                  | St. George Dragons                                   | 25     |
| 1961      | Johnny King                                  | St. George Dragons                                   | 20     |
| 1962      | Eddie Lumsden                                | St. George Dragons                                   | 24     |
| 1963      | Reg Gasnier                                  | St. George Dragons                                   | 24     |
| 1964      | Reg Gasnier                                  | St. George Dragons                                   | 18     |
| 1965      | Johnny King                                  | St. George Dragons                                   | 15     |
| 1966      | Ken Irvine                                   | North Sydney Bears                                   | 13     |
| 1967      | Les Hanigan                                  | Manly-Warringah Sea Eagles                           | 16     |
| 1968      | Stan Gorton                                  | St. George Dragons                                   | 22     |
| 1969      | Ken Irvine                                   | North Sydney Bears                                   | 17     |
| 1970      | Ken Irvine                                   | North Sydney Bears                                   | 16     |
| 1971      | Paul Cross                                   | Balmain Tigers                                       | 18     |
| 1972      | Bob Fulton                                   | Manly-Warringah Sea Eagles                           | 19     |
| 1973      | Bob Fulton                                   | Manly-Warringah Sea Eagles                           | 18     |
| 1974      | Bill Mullins Kevin Junee                     | Eastern Suburbs Manly-Warringah Sea Eagles           | 23     |
| 1975      | Johnny Mayes                                 | Eastern Suburbs                                      | 16     |
| 1976      | Bob Fulton                                   | Manly-Warringah Sea Eagles                           | 21     |
| 1977      | Russel Gartner                               | Manly-Warringah Sea Eagles                           | 17     |
| 1978      | Larry Corowa                                 | Balmain Tigers                                       | 24     |
| 1979      | Mitch Brennan Tom Mooney                     | Manly-Warringah Sea Eagles St. George Dragons        | 16     |
| 1980      | John Ribot Wayne Wigham                      | Western Suburbs Magpies Balmain Tigers               | 16     |
| 1981      | Terry Fahey                                  | Eastern Suburbs                                      | 15     |
| 1982      | Steve Ella                                   | Parramatta Eels                                      | 23     |
| 1983      | Phil Blake                                   | Manly-Warringah Sea Eagles                           | 27     |
| 1984      | Terry Lamb Steve Morris                      | Canterbury-Bankstown Bulldogs St. George Dragons     | 17     |
| 1985      | Steve Linnane                                | St. George Dragons                                   | 17     |
| 1986      | Phil Blake Garry Schofield                   | Manly-Warringah Sea Eagles Balmain Tigers            | 13     |
| 1987      | Terry Lamb                                   | Canterbury Bulldogs                                  | 16     |
| 1988      | John Ferguson                                | Canberra Raiders                                     | 17     |
| 1989      | Gary Belcher                                 | Canberra Raiders                                     | 17     |
| 1990      | Mal Meninga                                  | Canberra Raiders                                     | 17     |
| 1991      | Alan McIndoe                                 | Illawarra Steelers                                   | 19     |
| 1992      | Mark Bell Tim Brasher                        | Western Suburbs Magpies Balmain Tigers               | 22     |
| 1993      | Noa Nadruku                                  | Canberra Raiders                                     | 22     |
| 1994      | Steve Renouf                                 | Brisbane Broncos                                     | 23     |
| 1995      | Steve Menzies                                | Manly Sea Eagles                                     | 22     |
| 1996      | Noa Nadruku                                  | Canberra Raiders                                     | 21     |
| 1997      | Terry Hill                                   | Manly Sea Eagles                                     | 22     |
| 1997 (SL) | Matthew Ryan                                 | Canterbury Bulldogs                                  | 17     |
| 1998      | Darren Smith                                 | Brisbane Broncos                                     | 23     |
| 1999      | Nathan Blacklock                             | St. George Illawarra Dragons                         | 24     |
| 2000      | Nathan Blacklock                             | St. George Illawarra Dragons                         | 25     |
| 2001      | Nathan Blacklock                             | St. George Illawarra Dragons                         | 27     |
| 2002      | Nigel Vagana                                 | Canterbury-Bankstown Bulldogs                        | 23     |
| 2003      | Rhys Wesser                                  | Penrith Panthers                                     | 25     |
| 2004      | Amos Roberts                                 | Penrith Panthers                                     | 23     |
| 2005      | Matthew Bowen                                | North Queensland Cowboys                             | 21     |
| 2006      | Nathan Merritt                               | South Sydney Rabbitohs                               | 22     |
| 2007      | Matthew Bowen                                | North Queensland Cowboys                             | 22     |
| 2008      | Brett Stewart                                | Manly-Warringah Sea Eagles                           | 22     |
| 2009      | Brett Morris                                 | St. George Illawarra Dragons                         | 25     |
| 2010      | Shaun Kenny-Dowall Akuila Uate               | Sydney Roosters Newcastle Knights                    | 21     |
| 2011      | Ben Barba Nathan Merritt                     | Canterbury-Bankstown Bulldogs South Sydney Rabbitohs | 23     |
| 2012      | Ben Barba                                    | Canterbury-Bankstown Bulldogs                        | 22     |
| 2013      | David Williams Jorge Taufua Michael Jennings | Manly-Warringah Sea Eagles Sydney Roosters           | 20     |
| 2014      | Alex Johnston                                | South Sydney Rabbitohs                               | 21     |
| 2015      | Semi Radradra                                | Parramatta Eels                                      | 24     |
| 2016      | Jordan Rapana Suliasi Vunivalu               | Canberra Raiders Melbourne Storm                     | 23     |
| 2017      | Josh Addo-Carr Suliasi Vunivalu              | Melbourne Storm                                      | 23     |
| 2018      | David Fusitu'a                               | New Zealand Warriors                                 | 23     |
| 2019      | Maika Sivo                                   | Parramatta Eels                                      | 22     |
| 2020      | Alex Johnston                                | South Sydney Rabbitohs                               | 23     |
| 2021      | Alex Johnston                                | South Sydney Rabbitohs                               | 30     |
| 2022      | Alex Johnston                                | South Sydney Rabbitohs                               | 30     |
| 2023      | Dominic Young                                | Newcastle Knights                                    | 25     |
| 2024      | Alofiana Khan-Pereira                        | Gold Coast Titans                                    | 24     |

## Les meilleurs marqueurs d'essais en activité
Le tableau ci-dessous présente les dix meilleurs marqueurs d'essais de la National Rugby League encore en activité.
Dernière mise à jour : le 2 mai 2023
| Rang | Joueur           | Club actuel                   | Matchs | Essais |
| ---- | ---------------- | ----------------------------- | ------ | ------ |
| 1.   | Alex Johnston    | South Sydney Rabbitohs        | 227    | 195    |
| 2.   | Daniel Tupou     | Sydney Roosters               | 262    | 162    |
| 3.   | Michael Jennings | Sydney Roosters               | 307    | 157    |
| 4.   | Kyle Feldt       | North Queensland Cowboys      | 215    | 150    |
| 5.   | Josh Addo-Carr   | Canterbury-Bankstown Bulldogs | 179    | 140    |
| 6.   | James Tedesco    | Sydney Roosters               | 248    | 135    |
| 7.   | Corey Oates      | Brisbane Broncos              | 216    | 121    |
| 8.   | Jordan Rapana    | Canberra Raiders              | 219    | 111    |
| 8.   | Valentine Holmes | North Queensland Cowboys      | 201    | 106    |
| 10.  | Latrell Mitchell | South Sydney Rabbitohs        | 171    | 106    |